# Rallye d'Australie 2015
Le 24e Rallye d'Australie est la 10e manche du Championnat du monde des rallyes 2015.
Ce rallye d'Australie se court autour de la ville de Coffs Harbour sur 17 spéciales de 311,36 km.

## Résultats

### Classement final
| Rang              | Pilote             | Copilote          | Numéro            | Voiture               | Écurie                                   | Temps             | Écart             | Points            |
| Toutes catégories | Toutes catégories  | Toutes catégories | Toutes catégories | Toutes catégories     | Toutes catégories                        | Toutes catégories | Toutes catégories | Toutes catégories |
| ----------------- | ------------------ | ----------------- | ----------------- | --------------------- | ---------------------------------------- | ----------------- | ----------------- | ----------------- |
| 1.                | Sébastien Ogier    | Julien Ingrassia  | 1                 | Volkswagen Polo R WRC | Volkswagen Motorsport                    | 2 h 59 min 16 s 4 | -                 | 283               |
| 2.                | Jari-Matti Latvala | Miikka Anttila    | 2                 | Volkswagen Polo R WRC | Volkswagen Motorsport                    | 2 h 59 min 28 s 7 | +12 s 3           | 202               |
| 3.                | Kris Meeke         | Paul Nagle        | 3                 | Citroën DS3 WRC       | Citroën Total Abu Dhabi World Rally Team | 2 h 59 min 49 s 0 | +32 s 6           | 15                |
| 4.                | Andreas Mikkelsen  | Ola Fløene        | 9                 | Volkswagen Polo R WRC | Volkswagen Motorsport                    | 2 h 59 min 54 s 9 | +38 s 5           | 131               |
| 5.                | Hayden Paddon      | John Kennard      | 8                 | Hyundai i20 WRC       | Hyundai Motorsport N                     | 3 h 00 min 11 s 4 | +55 s 0           | 10                |
| 6.                | Ott Tänak          | Ragio Mölder      | 6                 | Ford Fiesta RS WRC    | M-Sport World Rally Team                 | 3 h 00 min 54 s 4 | +1 min 38 s 0     | 8                 |
| 7.                | Thierry Neuville   | Nicolas Gilsoul   | 7                 | Hyundai i20 WRC       | Hyundai World Rally Team                 | 3 h 01 min 24 s 7 | +2 min 08 s 3     | 6                 |
| 8.                | Dani Sordo         | Marc Marti        | 20                | Hyundai i20 WRC       | Hyundai World Rally Team                 | 3 h 01 min 31 s 6 | +2 min 15 s 2     | 4                 |
| 9.                | Elfyn Evans        | Daniel Barrit     | 5                 | Ford Fiesta RS WRC    | M-Sport WRT                              | 3 h 03 min 50 s 1 | +4 min 33 s 7     | 2                 |
| 10.               | Nasser al-Attiyah  | M. Baumel         | 39                | Ford Fiesta RRC       | Nasser Al-Attiyah                        | 3 h 11 min 02 s 9 | +11 min 46 s 5    | 1                 |

3, 2, 1 : y compris les 3, 2 et 1 points attribués aux trois premiers de la spéciale télévisée (power stage).

### Spéciales chronométrées
| Étape  | Spéciale | Heure   | Nom              | Distance | Vainqueur          | Temps         | Leader             |
| ------ | -------- | ------- | ---------------- | -------- | ------------------ | ------------- | ------------------ |
| Jour 1 | ES1      | 08 h 18 | Utungun I        | 7,88 km  | Dani Sordo         | 4 min 59 s 4  | Dani Sordo         |
| Jour 1 | ES2      | 08 h 41 | Bakers Creeks I  | 16,75 km | Dani Sordo         | 10 min 09 s 1 | Dani Sordo         |
| Jour 1 | ES3      | 09 h 29 | Northbank I      | 8,42 km  | Dani Sordo         | 5 min 53 s 6  | Dani Sordo         |
| Jour 1 | ES4      | 10 h 42 | Newry Long I     | 29,51 km | Kris Meeke         | 16 min 56 s 7 | Kris Meeke         |
| Jour 1 | ES5      | 14 h 00 | Utungun II       | 7,88 km  | Jari-Matti Latvala | 4 min 53 s 4  | Kris Meeke         |
| Jour 1 | ES6      | 14 h 23 | Bakers Creeks II | 16,75 km | Jari-Matti Latvala | 9 min 50 s 8  | Kris Meeke         |
| Jour 1 | ES7      | 14 h 56 | Northbank II     | 8,42 km  | Jari-Matti Latvala | 5 min 47 s 3  | Kris Meeke         |
| Jour 1 | ES8      | 16 h 09 | Newry Long II    | 29,51 km | Sébastien Ogier    | 16 min 35 s 5 | Jari-Matti Latvala |
| Jour 2 | ES9      | 10 h 18 | Nambucca I       | 48,92 km | Hayden Paddon      | 28 min 25 s 1 | Kris Meeke         |
| Jour 2 | ES10     | 12 h 08 | Valla I          | 7,94 km  | Hayden Paddon      | 4 min 24 s 8  | Kris Meeke         |
| Jour 2 | ES11     | 15 h 41 | Nambucca II      | 50,80 km | Sébastien Ogier    | 27 min 47 s 6 | Kris Meeke         |
| Jour 2 | ES12     | 18 h 10 | Valla II         | 7,94 km  | Sébastien Ogier    | 4 min 25 s 1  | Sébastien Ogier    |
| Jour 3 | ES13     | 07 h 58 | Bucca Long I     | 21,95 km | Sébastien Ogier    | 12 min 29 s 7 | Sébastien Ogier    |
| Jour 3 | ES14     | 09 h 08 | Wedding Bell I   | 9,23 km  | Sébastien Ogier    | 5 min 13 s 0  | Sébastien Ogier    |
| Jour 3 | ES15     | 09 h 39 | Settles Rd       | 6,40 km  | Sébastien Ogier    | 3 min 06 s 6  | Sébastien Ogier    |
| Jour 3 | ES16     | 11 h 42 | Bucca Long II    | 21,95 km | Sébastien Ogier    | 12 min 24 s 1 | Sébastien Ogier    |
| Jour 3 | ES17     | 13 h 08 | Wedding Bell II* | 9,23 km  | Sébastien Ogier    | 5 min 11 s 2  | Sébastien Ogier    |

* : Power stage, spéciale télévisée attribuant des points aux trois premiers pilotes

## Classement au championnat après l'épreuve

### Classement des pilotes
Selon le système de points en vigueur, les 10 premiers équipages remportent des points, 25 points pour le premier, puis 18, 15, 12, 10, 8, 6, 4, 2 et 1.
| Rang | Pilote              | Rallyes | Rallyes | Rallyes | Rallyes | Rallyes | Rallyes | Rallyes | Rallyes | Rallyes | Rallyes | Rallyes | Rallyes | Rallyes | Total points |
| Rang | Pilote              | MON     | SUE     | MEX     | ARG     | POR     | ITA     | POL     | FIN     | GER     | AUS     | FRA     | ESP     | GBR     | Total points |
| ---- | ------------------- | ------- | ------- | ------- | ------- | ------- | ------- | ------- | ------- | ------- | ------- | ------- | ------- | ------- | ------------ |
| 1er  | Sébastien Ogier     | 25      | 283     | 283     | 3       | 213     | 283     | 283     | 213     | 25      | 283     | -       | -       | -       | 235          |
| 2e   | Jari-Matti Latvala  | 191     | 0       | 0       | Ab.     | 272     | 102     | 10      | 272     | 213     | 202     | -       | -       | -       | 134          |
| 3e   | Andreas Mikkelsen   | 15      | 15      | 172     | Ab.     | 161     | 1       | 191     | Ab.     | 15      | 131     | -       | -       | -       | 111          |
| 4e   | Mads Østberg        | 12      | 21      | 18      | 191     | 6       | 10      | 2       | 15      | 6       | -       | -       | -       | -       | 90           |
| 5e   | Thierry Neuville    | 10      | 202     | 51      | Ab.     | 0       | 15      | 8       | 12      | 10      | 6       | -       | -       | -       | 86           |
| 6e   | Kris Meeke          | 43      | 6       | 0       | 25      | 12      | 0       | 6       | 1       | 2       | 15      | -       | -       | -       | 71           |
| 7e   | Elfyn Evans         | 6       | 8       | 12      | 15      | 0       | 12      | 0       | 0       | 8       | 2       | -       | -       | -       | 63           |
| 8e   | Ott Tanak           | 0       | 12      | 0       | 1       | 10      | 0       | 172     | 10      | 4       | 8       | -       | -       | -       | 62           |
| 9e   | Dani Sordo          | 8       | -       | 10      | 122     | 8       | 0       | 1       | 0       | 131     | 4       | -       | -       | -       | 56           |
| 10e  | Hayden Paddon       | -       | 10      | 0       | 0       | 4       | 18      | 12      | 0       | 2       | 10      | -       | -       | -       | 56           |
| 11e  | Martin Prokop       | 2       | 4       | 8       | 12      | 1       | Ab.     | 0       | 6       | Ab.     | -       | -       | -       | -       | 33           |
| 12e  | Khalid Al Qassimi   | -       | -       | -       | 8       | 0       | 1       | -       | 0       | -       | -       | -       | -       | -       | 9            |
| 13e  | Juho Hänninen       | -       | -       | -       | -       | -       | -       | -       | 8       | -       | -       | -       | -       | -       | 8            |
| 14e  | Yuriy Protasov      | 0       | 2       | 0       | 0       | -       | 6       | -       | 0       | 0       | 0       | -       | -       | -       | 8            |
| 15e  | Nasser Al-Attiyah   | -       | -       | 6       | -       | 0       | 0       | Ab.     | -       | 0       | 1       | -       | -       | -       | 7            |
| 16e  | Abdulaziz Al-Kuwari | -       | -       | 0       | 6       | 0       | 0       | -       | -       | -       | -       | -       | -       | -       | 6            |
| 17e  | Robert Kubica       | Ab.     | 0       | 0       | -       | 2       | 0       | 4       | Ab.     | 0       | -       | -       | -       | -       | 6            |
| 18e  | Sébastien Loeb      | 62      | -       | -       | -       | -       | -       | -       | -       | -       | -       | -       | -       | -       | 6            |
| 19e  | Diego Domínguez     | -       | -       | -       | 4       | -       | -       | -       | -       | -       | -       | -       | -       | -       | 4            |
| 20e  | Paolo Andreucci     | -       | -       | -       | -       | -       | 4       | -       | -       | -       | -       | -       | -       | -       | 4            |
| 21e  | Esapekka Lappi      | -       | -       | -       | -       | 0       | 0       | 0       | 4       | 0       | -       | -       | -       | -       | 4            |
| 22e  | Pontus Tidemand     | -       | 0       | -       | -       | 0       | -       | 0       | 2       | -       | -       | -       | -       | -       | 2            |
| 23e  | Nicolás Fuchs       | -       | -       | 2       | Ab.     | 0       | 0       | 0       | Ab.     | -       | -       | -       | -       | -       | 2            |
| 24e  | Gustavo Saba        | -       | -       | -       | 2       | -       | -       | -       | -       | -       | -       | -       | -       | -       | 2            |
| 25e  | Jan Kopecký         | -       | -       | -       | -       | -       | 2       | -       | -       | 0       | -       | -       | -       | -       | 2            |
| 26e  | Jari Ketomaa        | -       | 0       | 1       | 0       | Ab.     | -       | 0       | -       | -       | -       | -       | -       | -       | 1            |
| 27e  | Stéphane Lefebvre   | 0       | Ab.     | Ab.     | Ab.     | 0       | 0       | Ab.     | Dq.     | 1       | 0       | -       | -       | -       | 1            |
| 28e  | Lorenzo Bertelli    | 0       | Ab.     | Ab.     | 0       | Ab.     | Ab.     | 0       | 1       | -       | 0       | -       | -       | -       | 1            |

| Couleur | Résultat                                                         |
| ------- | ---------------------------------------------------------------- |
| Or      | Vainqueur                                                        |
| Argent  | 2e place                                                         |
| Bronze  | 3e place                                                         |
| Vert    | Classé, dans les points                                          |
| Bleu    | Classé, hors des points Non classé (Nc.)                         |
| Mauve   | Abandon (Ab.) Retrait (Re.)                                      |
| Noir    | Disqualifié (Dq.)                                                |
| Blanc   | N'a pas pris le départ (Np.) Forfait (Forf.) Épreuve annulée (A) |
| Aucune  | N'a pas participé (-)                                            |

3, 2, 1 : y compris les 3, 2 et 1 points attribués aux trois premiers de la spéciale télévisée (power stage).

### Classement des constructeurs
| Rang | Équipe                                   | Rallyes | Rallyes | Rallyes | Rallyes | Rallyes | Rallyes | Rallyes | Rallyes | Rallyes | Rallyes | Rallyes | Rallyes | Rallyes | Total points |
| Rang | Équipe                                   | MON     | SUE     | MEX     | ARG     | POR     | ITA     | POL     | FIN     | GER     | AUS     | FRA     | ESP     | GBR     | Total points |
| ---- | ---------------------------------------- | ------- | ------- | ------- | ------- | ------- | ------- | ------- | ------- | ------- | ------- | ------- | ------- | ------- | ------------ |
| 1er  | Volkswagen Motorsport                    | 43      | 25      | 31      | 4       | 43      | 33      | 35      | 43      | 43      | 43      | -       | -       | -       | 343          |
| 2e   | Hyundai World Rally Team                 | 27      | 28      | 20      | 10      | 9       | 19      | 10      | 16      | 22      | 16      | -       | -       | -       | 177          |
| 3e   | Citroën Total Abu Dhabi World Rally Team | 12      | 8       | 22      | 43      | 18      | 12      | 10      | 16      | 7       | 16      | -       | -       | -       | 164          |
| 4e   | M-Sport World Rally Team                 | 12      | 20      | 16      | 23      | 10      | 18      | 15      | 12      | 12      | 10      | -       | -       | -       | 148          |
| 5e   | Volkswagen Motorsport II                 | -       | 15      | -       | 0       | 15      | 1       | 18      | 0       | 15      | 12      | -       | -       | -       | 76           |
| 6e   | Hyundai Motorsport N                     | -       | 1       | 2       | 6       | 4       | 18      | 12      | 0       | 2       | 4       | -       | -       | -       | 49           |
| 7e   | Jipocar Czech National Team              | 6       | 4       | 10      | 12      | 2       | 0       | 1       | 8       | 0       | -       | -       | -       | -       | 43           |
| 8e   | FWRT s.r.l.                              | 1       | 0       | 0       | 2       | 0       | 0       | 0       | 6       | -       | 0       | -       | -       | -       | 9            |